# Asesinato de René Schneider
El asesinato de René Schneider correspondió al ataque realizado por dos generales pagados por Estados Unidos, Roberto Viaux y Camilo Valenzuela, para evitar la llegada del socialista Salvador Allende a la presidencia de Chile. La misión contemplaba el secuestro del comandante en jefe del Ejército, René Schneider, con el fin de provocar la intervención de las fuerzas armadas y evitar la sesión del Congreso que aprobaría los resultados de la elección presidencial chilena. Debía ser asesinado por su defensa constitucional a la transición del poder en Chile en ese decisivo año 1970. Y se transformó en blanco cuando el 8 de mayo de ese año, el jefe del Ejército de Chile concedió a El Mercurio lo que la Agencia de Inteligencia de Defensa describió como una entrevista “abierta”, en la que afirmó que las Fuerzas Armadas no interferirían en las elecciones de septiembre de 1970 y respetarían su resultado. A esta posición se le conoció como “la Doctrina Schneider».

## Antecedentes

### Cofradía Náutica del Pacífico Austral
La Cofradía Náutica del Pacífico Austral era una sociedad secreta chilena formada en agosto de 1968. relacionada con la navegación a vela y el yatismo basada en Algarrobo, que sirvió como fachada de operaciones subversivas para la preparación del golpe de Estado del 11 de septiembre de 1973.Todos los participantes están unidos por el interés en los deportes náuticos. Dentro de sus miembros estaban José Toribio Merino Castro (Asset ONI en Chile), los vicealmirantes Patricio Carvajal Prado y Arturo Troncoso Daroch, los ex oficiales navales Roberto Kelly Vásquez y Hernán Cubillos Sallato (este último relacionado con la inteligencia naval británica) y los civiles Agustín Edwards Eastman (principal asset CIA en Chile), René Silva Espejo, Arturo Fontaine Aldunate, Sergio de Castro Spíkula. En su reunión constitutiva nombran a Edwards como su primer "Comodoro" y segundo "Comodoro" a Toribio Merino Castro.

## Allende gana la elección
A fines de mayo de 1970, el Centro de Opinión Pública que dirigía el democratacristiano Eduardo Hamuy entregó su última encuesta, previa a las elecciones presidenciales programadas para el 4 de septiembre: Jorge Alessandri 36,1%; Radomiro Tomic 30,8%; Salvador Allende 25,6%.
El 1 de septiembre, 72 horas antes de los comicios, una encuesta Gallup concedió una amplia ventaja a Alessandri, con el 41,5%; seguido de Tomic, con el 29%; y Allende con el 28%.
Las elecciones se desarrollaron en total normalidad. Triunfó el doctor Salvador Allende, de la Unidad Popular, con 1.075.616 sufragios (36,3%), logrando la primera mayoría relativa. Segundo llegó Jorge Alessandri, con 1.036.278 (34,9%); y tercero Radomiro Tomic, con 824.849 (27,8%). Las encuestas en aquella ocasión no sirvieron de nada.
A las 2.00 de la madrugada del día 5, desde los balcones de la Fech, Allende confirmó su victoria y pidió serenidad y disciplina. Un abogado democratacristiano había llamado momentos antes al comando, instándolos a que se declararan vencedores y advirtiéndoles que se gestaba un fraude en el recuento de votos.

## Planificación

### Estados Unidos busca un golpe en Chile
En la conjura, promovida por el gobierno estadounidense a través de la CIA y de la Oficina de Inteligencia Naval (que tenía acceso ilimitado a la Armada de Chile) luego de una reunión en Washington D. C. en la que participó Agustín Edwards Eastman quien era el principal asset de la inteligencia de ese país en Chile y dueño de la cadena de diarios El Mercurio, se agruparon pequeñas y variopintas facciones de ultraderecha. Incluso nuclearon en 1967 un centro golpista bajo la fachada de un Club de Yates, la Cofradía Náutica del Pacífico Austral, la cual reunió a los principales assets de las inteligencias extranjeras: José Toribio Merino (Oficina de Inteligencia Naval de Estados Unidos), Hernán Cubillos (de la División de Inteligencia Naval británica) y el mismo Agustín Edwards Eastman.

"A Chile se le presentan con la victoria de Allende dos alternativas: una intervención militar extranjera, la cual sería funesta dada la casi indefensión de nuestras fuerzas armadas; y la segunda: que Allende no llegue al poder. Creo que muchos nos pronunciamos por la segunda."
General Roberto Viaux, declaraciones en la revista Ercilla del 9 de septiembre de 1970

Venían golpeando a las puertas de los cuarteles militares (CIA) y navales (ONI) desde mediados de la década de 1960 y en la campaña de 1970 se congregaron en el Movimiento Independiente Alessandrista (MIA). Allí estaban los gremialistas, que eran conducidos por Jaime Guzmán Errázuriz; el Movimiento Alessandrista Democrático, que encabezaba Luciano Morgado; un sector de la juventud del Partido Nacional, liderada por Guido Poli Garaycochea; el grupo Tizona, de Juan Antonio Widow (al que pertenecía Enrique Arancibia Clavel); un grupo de choque dirigido por Luis Hurtado Arnés; Casa de la Victoria, del químico Luis Gallardo Gallardo; el Movimiento nacionalsindicalista Tacna, representado por el  Juan Diego Dávila; y un comando de combate callejero proveniente de Fiducia, representado por Juan Luis Bulnes, Julio y Diego Izquierdo Menéndez apoyados por el sacerdote Fernando Karadima. Todos ellos constituyeron el Frente Republicano Independiente (FRI) del que emanó el Movimiento Cívico Patria y Libertad, encabezado por el abogado Pablo Rodríguez Grez.
La coordinación de operaciones se encomendó a Enrique Arancibia Clavel, excadete de la Escuela Naval que provenía de Tizona, agrupación viñamarina vinculada a sectores de la Armada. Entre los encargados de la logística de la BOC estuvo Nicolás Díaz Pacheco, sindicado como colaborador de la CIA.

### Preparación mediática mediante terrorismo de bandera falsa
Se desata una campaña terrorista que es debidamente publicitada de manera escandalosa por El Mercurio y su cadena mediática, los cuales compiten en sensacionalismo.

#### Brigada Obrero Campesina
Los atentados los realiza una Brigada Obrero Campesina formada por dos grupos de alessandristas, uno del comando de Alessandri de Catedral 1589 y el otro del comando de Catedral 1900. Ambos grupos coordinados por Enrique Lautaro Arancibia Clavel.

#### Amplificación mediática de los atentados
Daban publicidad a los comunicados de la BOC, en medio de espectaculares fotos y grandes titulares los cuales utilizaban planteamientos izquierdistas, de organización “revolucionaria”. La redacción de los comunicados creaba pesadas dudas acerca del origen de izquierda de la organización terrorista.

#### Atentados terroristas con explosivos de alto poder
Explotan bombas en las Torres de Tajamar, el aeropuerto de Pudahuel, Canal 9 de televisión, el supermercado Almac de Américo Vespucio, y en el de Vitacura el 26 de septiembre de 1970, el Instituto Geográfico Militar, la Escuela de Derecho de la Universidad de Chile, la estación eléctrica de Colina, y la Bolsa de Comercio de Santiago entre otros objetivos.

#### Organigrama de la Brigada Obrero Campesina
Gran parte de los integrantes del grupo que asesinó a René Schneider provenía del comando electoral a la presidencia de la República de Jorge Alessandri, especialmente los ubicados en Catedral 1589 y 1900. La Brigada "izquierdista" era dirigida por Enrique Arancibia Clavel desde su casa en General del Canto 122, en la comuna de Providencia. Arancibia entregó los explosivos, determinó los objetivos y redactaba los comunicados "revolucionarios" por encargo del general Roberto Viaux. Los terroristas eran transportados a los objetivos por el banquero Adolfo Ballas Ostergaard, quien será miembro del sector duro que apoyará a Pinochet.
Los diarios de Agustín Edwards, en primer lugar El Mercurio, Las Últimas Noticias y La Segunda culpan al MIR de los atentados y a la inexistente BOC.

#### Ejecución directa de los atentados
En los atentados participan Arancibia Clavel, Adolfo Ballas Ostergaad, Juan Diego Dávila, Luis Galllardo, Carlos Labarca, Jaime Melgoza, Luis Hurtado Arnes y Jorge Lagos.

#### Compra masiva de armas
Tratan también de conseguir armas que serían enviadas desde Panamá. Preparan una cancha de aterrizaje al efecto entre Melipilla y San Antonio 33°34′27.98″S 71°15′44.33″O / -33.5744389, -71.2623139. Las armas serán transportadas a Santiago por la cuesta de Mallarauco.
Compran armas a través de Nicolás Díaz Pacheco quien las compraba a su vez a Fernando Ceruti Gardeazabal, en calle Amunategui 491, departamento 34, en Santiago.

#### Ensayos
La instrucción y ensayo con los explosivos los realizan preferentemente en Til Til, cerros de Calera, Cuesta de los Dominicos, Túnel Lo Prado, Laguna Verde y otros lugares.

#### Amplficación mediática
El viernes 2 de octubre La Segunda, vespertino de los Edwards titula destacadamente:

 “ Trataron de volar Pudahuel”.
La Segunda 2 de octubre de 1970.

El sábado 3 El Mercurio con grandes titulares:

” Atentado terroristas en Pudahuel”.
El Mercurio 3 de octubre de 1970.

Al día siguiente siguiendo la pauta de magnificar los atentados terroristas titula:

” Dos nuevos atentados terroristas”.
El Mercurio 4 de octubre de 1970.

El vespertino de la cadena de Edwards titula:

 “Otras cinco bombas: Instituto Geográfico Militar, Torres de Tajamar, canal estatal de la TV, Hotel Sheraton, Cerro San Cristóbal y El Arrayán”
“Las Últimas Noticias” 4 de octubre de 1970.

El diario El Mercurio, de la familia Edwards Eastman, da cuenta de una turba de unas mil personas de la población Violeta Parra que atacó con bombas incendiarias el terminal de buses Tropezón-Carrascal.

#### Partido Demócrata Cristiano
Entre los días 2 y 4 de octubre el Partido Demócrata Cristiano realizó su Congreso Nacional y resuelve buscar un entendimiento con la Unidad Popular. Los dos grupos políticos designan a sus respectivas comisiones negociadoras que prontamente llegan a un acuerdo, al cual se le denomina “Estatuto de garantías democráticas”. El acuerdo asegura la votación mayoritaria en el Congreso Pleno para el candidato de la Unidad Popular Salvador Allende. El acuerdo entre la Democracia Cristiana y la Unidad Popular echa abajo las maniobras políticas para impedir que Allende sea proclamado Presidente de la República por el Congreso Pleno el 24 de octubre.

### Se acelera la conspiración
Así, la conspiración acelera los planes para impedir la votación. Las maniobras políticas ya no sirven. Ahora lo que vale son los planes violentos.
El principal obstáculo ahora es el comandante en jefe del ejército general René Schneider y la segunda antigüedad comandante de la división con asiento en Concepción Carlos Prats. Ambos de posiciones constitucionalistas. El plan para producir el golpe militar incluía la anulación de las cuatro principales antigüedades del ejército, en lo que se llamó operaciones Alfa, Beta, Gama y Delta, consistentes en el secuestro simultáneo de los cuatro oficiales superiores: René Schneider Chereau, Carlos Prats González, Pablo Schaffhauser Acuña y Manuel Pinochet Sepúlveda. La coordinación quedó a cargo de Juan Diego Dávila Basterrica, quien redujo a dos a los generales que se opondrían al golpe: Schneider y Prats. Los otros dos, según Dávila, se sumarían al levantamiento.
El mismo día del acuerdo en torno al “Estatuto de garantías Constitucionales”.
Conversan y leen los diarios el agente de la CIA Robert “Bob” Bellerez, el general Viaux y el coronel Raúl Igualt. Conversan, a pedido de la CIA acerca de cancelar el plan del golpe de Estado, ya que según Bellerez “debe haber traición en alguna parte”.

#### Continuo terror mediático
El lunes 5 Las Últimas Noticias titula:” Estallidos simultáneos”. La Segunda, vespertino de los Edwards titula: “Continua la ola de terrorismo. Trece atentados en tres días” Al día siguiente titula:” Estalló bomba en la Escuela de Leyes”.

#### Estados Unidos se muestra favorable a un Golpe Militar
El 5 de octubre el agregado militar norteamericano en Santiago se reúne con un general de ejército y otro de la aviación manifestándole que EE. UU. tiene una posición favorable a un golpe militar.

“Es una política firme y continua que Allende sea derrocado por un golpe de Estado”...Debe enviar mensaje a Viaux para «disuadirlo de actuar solo» y «alentarlo a unir fuerzas con otros golpistas para que puedan actuar de forma concertada antes o después del 24 de octubre
 Cable de la CIA jefe de la Estación CIA en Chile, Henry Hecksher

### Complot

#### Parte chilena
Los conjurados tenían dos opciones: Operación Alfa, secuestro de Schneider; y Operación Beta, secuestro de Prats.
Gran parte de los integrantes del grupo terrorista que participó en el asesinato del comandante en jefe del Ejército René Schneider fueron reclutados de los comandos electorales del derrotado candidato conservador Jorge Alessandri Rodríguez, ubicados en Calle Catedral 1589 y 1900.
El objetivo de la conspiración es buscar el alzamiento de las fuerzas armadas, especialmente el Ejército y la Armada, para interrumpir el proceso institucional produciendo hechos de extrema gravedad en la vida nacional como el acuartelamiento del general Viaux en alguna unidad militar de Santiago, atentados terroristas con explosivos (efectuados por Enrique Arancibia Clavel), el secuestro de Schneider y de otros 3 generales del Ejército que obliguen por lo tanto ante esta situación de caos generalizado a intervenir a las fuerzas armadas a fin de "poner orden", tomándose el poder instaurando una junta militar, y por ende interrumpiendo el proceso de asunción a la Presidencia de la República de Salvador Allende.

##### Militares, marinos y carabineros conjurados
El general Camilo Valenzuela se reunió con otros jefes de las Fuerzas Armadas de Chile, previamente contactados por la CIA o por la ONI, como el Almirante José Toribio Merino. Otros oficiales contactados fueron el almirante Hugo Tirado, el general de Carabineros Vicente Huerta Celis, el Coronel Igualt y un grupo de civiles.
En los días previos, el almirante José Toribio Merino alojó varias veces en la casa del general Viaux.

#### Parte estadounidense
El Informe Church registra en la página 31 que se habían realizado entre el 5 de octubre y el 20 de octubre, 21 contactos de agentes de la CIA con elementos claves de las fuerzas armadas y carabineros chilenos. A aquellos chilenos (militares y carabineros) que se inclinaban por dar un golpe se les aseguró un fuerte apoyo en los más altos niveles del gobierno norteamericano, tanto antes como después del golpe.
El 15 de octubre de 1970, el encargado CIA de la desestabilización chilena, Thomas Karamessines, se juntó con Henry Kissinger y su nexo militar de la CIA, Alexander Haig, para actualizarlos sobre el estado de la conspiración golpista en Chile. Estuvieron de acuerdo en que un golpe fallido tendría “repercusiones desafortunadas, en Chile e internacionalmente” y en que “la Agencia debe enviar un mensaje a Viaux advirtiéndole que cualquier acción precipitada” socavaría las posibilidades de un golpe exitoso en el futuro. Según el acta de la reunión, Kissinger instruyó a la CIA a que «continúe manteniendo la presión sobre cada punto débil de Allende a la vista…».

### Fase operacional

#### Atentados previos
Enrique Arancibia Clavel dinamitó una sucursal del Banco de Crédito e Inversiones, la caseta de transmisión del Canal 9 de Televisión de la Universidad de Chile, los supermercados Almac, la Escuela de Derecho de la Universidad de Chile, un muro del Instituto Geográfico Militar, una firma distribuidora de automóviles Ford, los laboratorios Sydney Ross y un estanque de combustible del aeropuerto Pudahuel ocasionando la pérdida de 14 500 litros de jet fuel que se escurrieron sin inflamarse.

#### Inteligencia previa
En relación con la investigación por el asesinato del expresidente Eduardo Frei Montalva, han aparecido otros antecedentes acerca del asesinato de Schneider. En octubre de 1970, el coronel Patricio Silva Garín entregó información vital al comando de ultraderecha que preparaba el atentado, para favorecer que los sectores golpistas de esa rama castrense dieran a causa de ello un golpe de Estado, que impidiera que Salvador Allende asumiera el gobierno tras vencer en la elección por estrecho margen al candidato de la derecha, Jorge Alessandri. Para ello Silva sostuvo reuniones con quien aparecía como cabecilla de ese grupo, Juan Diego Dávila Basterrica, a quien le informó, por ejemplo, que la Democracia Cristiana de Chile y Frei Montalva habían resuelto apoyar a Allende en la votación del Congreso para que asumiera la jefatura del Estado, respetando que había obtenido la primera mayoría. Patricio Silva, fue encausado por el asesinato de Eduardo Frei Montalva, el 12 de diciembre de 2009. Fue imputado como asesino el 30 de enero de 2019.

#### Primer intento (Grupo Valenzuela)
La CIA apoyó al general Camilo Valenzuela. El coronel Wimert era el interlocutor principal con Valenzuela y sus cercanos, los agentes de la CIA se las arreglaron para proporcionarles subametralladoras M3 imposibles de rastrear, granadas de gas lacrimógeno, municiones y US$50.000 en efectivo para financiar la operación de secuestro.
El 19 de octubre de 1970, un grupo de hombres con granadas de gas lacrimógeno intentaron secuestrar a Schneider a la salida de una cena oficial en la casa fiscal del Comandante en Jefe del Ejército de Chile (más tarde sería usada por Pinochet) en la avenida Presidente Errázuriz. La tentativa falló porque el general se fue en su automóvil privado y no en el vehículo oficial previsto por los hombres de Viaux.

"El conocimiento de que el 19 de octubre el cuerpo de generales le ofrecía una comida a su Comandante en Jefe en la casa fiscal de éste, ubicada en calle Presidente Errázuriz, resolvieron efectuar su secuestro esa misma noche, el trayecto de regreso a su domicilio particular de calle Sebastián Elcano 551 y, al efecto, premunidos todos de armas, gas lacrimógeno, éter, cuerdas, algunos se apostaron frente a la casa donde se efectuaba esa reunión, con un equipo de walkie talkie, los que se encargarían de avisar a los otros que se ubicaron en otros automóviles, en las cercanías, la salida del General Schneider, los que a su pasada, lo seguirían en calle del Inca; pero cuando pretendieron cumplir su designio, el plan les fracasó pues el Comandante en Jefe, en vez de usar el automóvil Mercedes Benz, que conocían y preveían que ocuparía, se fue a su domicilio en su auto particular marca Opel, lo que los confundió perdiéndolo de vista." 
Fallo de la Justicia Militar página 140, suscrito por el general de División, Orlando Urbina, y el Coronel de Justicia, Francisco Saavedra.

,
El propio general Camilo Valenzuela, presente en la comida de los generales, ayudó a retener al resto de los comensales mientras Schneider abandonaba el recinto. Éste en vez de usar el Mercedes Benz de la Comandancia en Jefe usó su propio automóvil Opel, y no usó la vía habitual.
Al fracasar los dos primeros intentos de secuestrar a Schneider , los codirectores del grupo de trabajo de FUBELT, David Atlee Phillips y William Broe, le ordenaron al jefe de Estación que “asegurara a Valenzuela y a otros con quien ha estado en contacto que el apoyo del Gobierno de los Estados Unidos para la acción anti-Allende continúa”.

#### Segundo intento (Grupo Valenzuela)
Una segunda tentativa, el 20 de octubre, también fracasó. La Agencia Central de Inteligencia aseguró a Valenzuela que "el apoyo del gobierno estadounidense a grupos antiallendistas continúa." Pero ellos también concluyeron:

"ya que el grupo de Valenzuela tiene por lo visto la dificultad considerable que ejecuta hasta el primer paso de su plan de golpe, la perspectiva para una sucesión de golpe o hasta ocurrir antes del 24 de octubre [el día de la votación en el Congreso] ahora parece remoto."
Comité Church

#### La CIA informa
La CIA no solo estaba al tanto de este plan, sino que se atribuía el mérito de su desarrollo. 

«En las últimas semanas, los oficiales de bandera falsa de la Estación han hecho un esfuerzo vigoroso para contactar, asesorar e influenciar a miembros clave del Ejército en un intento por reunir apoyo para un golpe  «El anuncio de Valenzuela de que los militares ahora están preparados para actuar puede ser una indicación de la efectividad de este esfuerzo«.
Cable de 20 de octubre de 1970 sobre el progreso de “Track II” 

#### Tercer intento (Grupo Viaux)

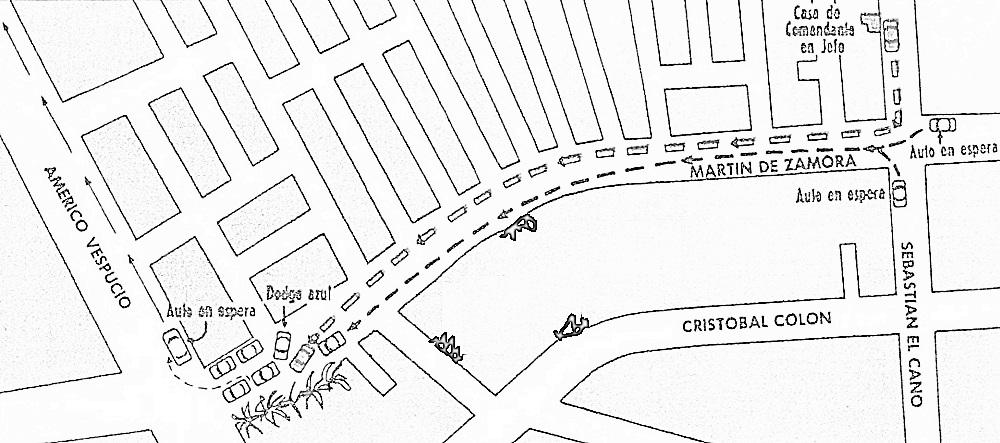
Esquema que muestra el desarrollo del atentado.

Sus «patrocinadores» de la CIA le prometieron US$250.000 para «mantener financieramente lubricado el movimiento de Viaux«, mientras la agencia de Inteligencia intentaba coordinar sus actividades con otros golpistas. Se necesitaban conspiradores en servicio activo, porque Viaux no comandaba tropas: era “un general sin ejército” con capacidad de precipitar un golpe, pero no de implementarlo con éxito.

##### Grupos operativos
El periodista Edwin Harrington clasificó a los responsables en tres grupos sociales, sicológicos, humanos e ideológicos. 

###### Magnates y militares
El grupo de los “aristócratas” estaba integrado por dos subgrupos: los militares educados por Estados Unidos y los ultraderechistas convencidos de que el gobierno de la Unidad Popular los haría perder todos sus bienes. Entre los primeros estaba Viaux,"Desiderio”; Camilo Valenzuela, Hugo Tirado, Joaquín García Suárez y Vicente Huerta y Raúl Igualt Ramírez, suegro de Viaux; el teniente Sergio Carrera y el capitán Guillermo Jara Llamazares, ambos del regimiento "Húsares'".
Los magnates estaban constituidos por Julio Bouchon Sepúlveda, León Cosmelli, Roberto Vinet, Julio Fontecilla, Jorge de Solminihac, Guillermo Carey Tagle, Jorge Arce Brahm y algunos otros.

###### Derecha fascista
Un segundo grupo estaba formado por hombres de la derecha fascista, integrantes de un primer grupo de alessandristas nacionalistas, Patria y Libertad, Fiducia y otros fanáticos. Sus integrantes eran Juan Luis Bulnes Cerda, sobrino del senador Francisco Bulnes Sanfuentes; los hermanos Julio y Diego Izquierdo Menéndez; Eduardo Avilés Lambié; Andrés Widow; Allan Leslie Cooper; Juan Diego Dávila Basterrica; Eduardo Maffei Reyes; Guido Poli Garaycoechea; Enrique Arancibia Clavel; Mario Montes; Abdul Malak Facur; Rafael Fernández Stuardo; Erwin Robertson; y, Nicolás Díaz Pacheco.

###### Lumpen a sueldo
Finalmente estaban los mercenarios que actuaron por dinero, casi todos con nutrido prontuario penal.
Dentro de los cuales estaban José Jaime Melgoza Garay, " Severino", uno de los tres que disparó sobre Schneider (robo con violencia). Luis Gallardo Gallardo, tráfico ilegal de drogas, reo por el delito de hurto,giro doloso de cheque.
El taxista Edmundo Mario Berríos Silva, "El Chico Mario", condenado por cuasi delito de homicidio y otra condena a cuatro años por hurto. Luis Hurtado Arnés, "Leonardo", estafas reiteradas y giro doloso de cheques. Fernando José Cruzat,  "Custodio", robo, usurpación de funciones, giro doloso de cheques, tráfico de drogas.

#### Planificación
Ante los dos fracasos anteriores, Viaux, que quedaba ante sus mandantes como inefectivo, citó a reunión en el departamento de calle Amunátegui y ordenó "sacar a Schneider del camino, cueste lo que cueste". El 21 de octubre de 1970 se reúnen en avenida Diez de Julio 066 departamento 33, de propiedad de José Aravena (dueño de la boite La Sirena) algunos complotadores para ultimar los detalles del tercer intento criminal. Entre ellos estaban Luis Gallardo Gallardo, y Juan Diego Dávila Basterrica quienes directamente son los encargados de preparar el atentado. A las 20:00 se dirigen a un camino de tierra cerca de un puente que une al Parque Cousiño con la avenida Matta y sobre diarios con autos de juguetes planifican el operativo a partir de las 23:30 en Los Domínicos (en el sector de Piedra Roja donde se hizo el Festival de Piedra Roja), ensayan "en terreno" el operativo. Los complotadores habían pedido además de los miles de dólares, varias metralletas, munición, granadas de gas lacrimógeno y máscaras antigases.
A las 00:20 les fueron entregados a los complotadores tres subfusiles M3 junto a latas con gas lacrimógeno y máscaras antigases. En un "sector aislado de Santiago", que se estima fue cerca de la Escuela Militar, en el sector de Lo Castillo. En el mismo sector, Americo Vespucio Norte, cinco horas más tarde se realiza la reunión final de los complotadores.

##### Fase operativa

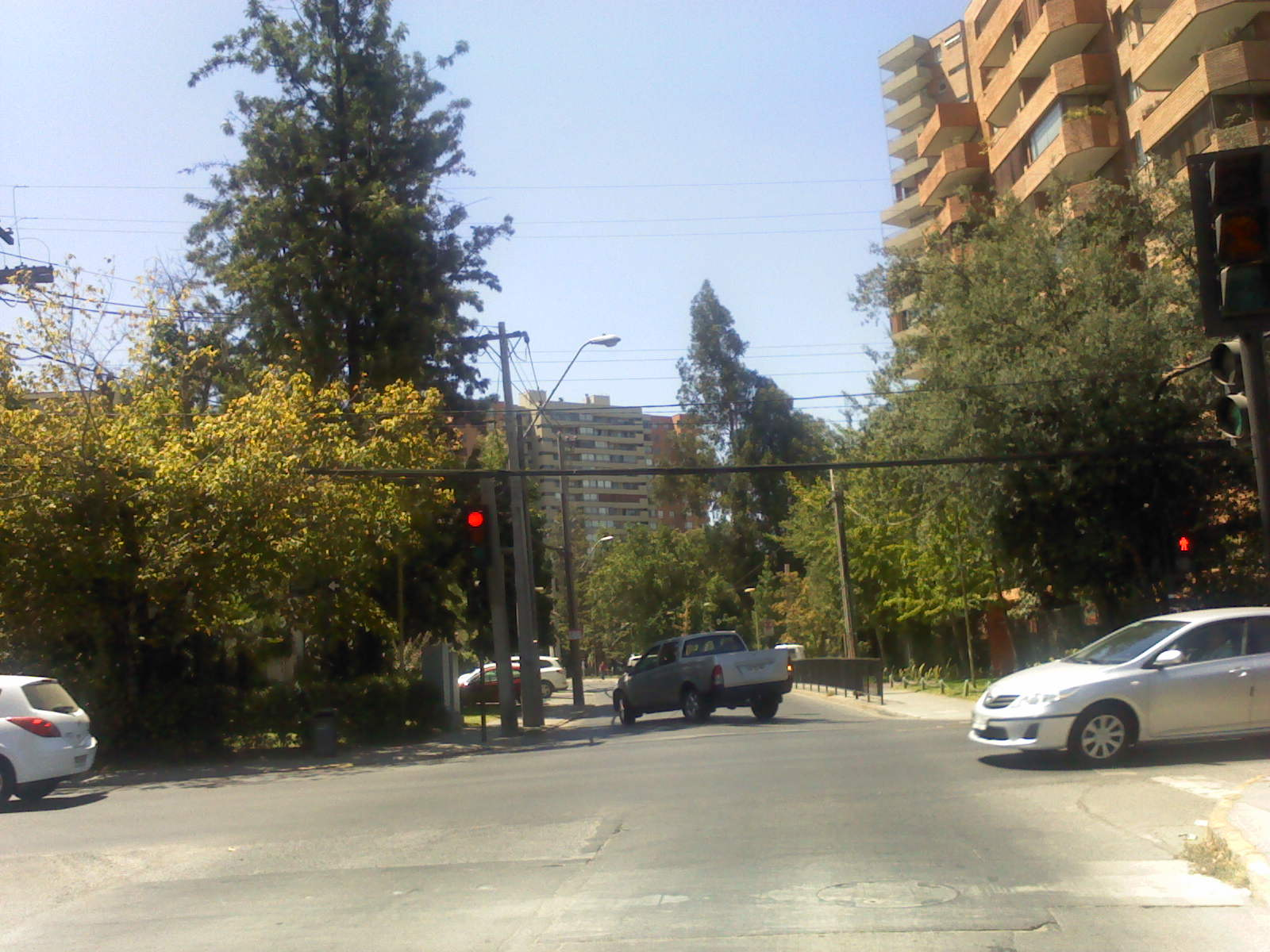
Martín de Zamora con Américo Vespucio (Las Condes), lugar de la emboscada a René Schneider.

El tercer intento de secuestro se realizó a las 08:00 del 22 de octubre de 1970.

###### Preparación del teatro de emboscada
Gallardo a bordo de un Peugeot 404 blanco de propiedad de Mario Berríos y del Woolworth, de su propiedad e inspecciona el dispositivo del atentado momentos antes de ejecutarse. Controla las barreras puestas para desviar el tráfico en la esquina de Félix de Amesti y Martín de Zamora. La posición de los vehículos y de los terroristas de a pie. Jorge Medina Arriaza parado en la esquina de Sebastián Elcano con Martín de Zamora, a media cuadra de la casa de Schneider saca un pañuelo para sonarse, así da la señal de inicio del operativo terrorista avisando que el general estaba saliendo de su casa.
El Mercedes-Benz de la comandancia en jefe iba conducido por el Cabo primero Leopoldo Mauna Morales. El general Schneider iba sentado en el asiento trasero al costado derecho. El vehículo hace su rutinario viaje hacia las oficinas de la comandancia en jefe del Ejército en el Ministerio de Defensa desde la casa particular de Schneider. Son las 8:05 de la mañana. El general lee su libreta de apuntes. Son cuestiones institucionales importantes relacionadas con el momento político que vive el país.

###### Emboscada

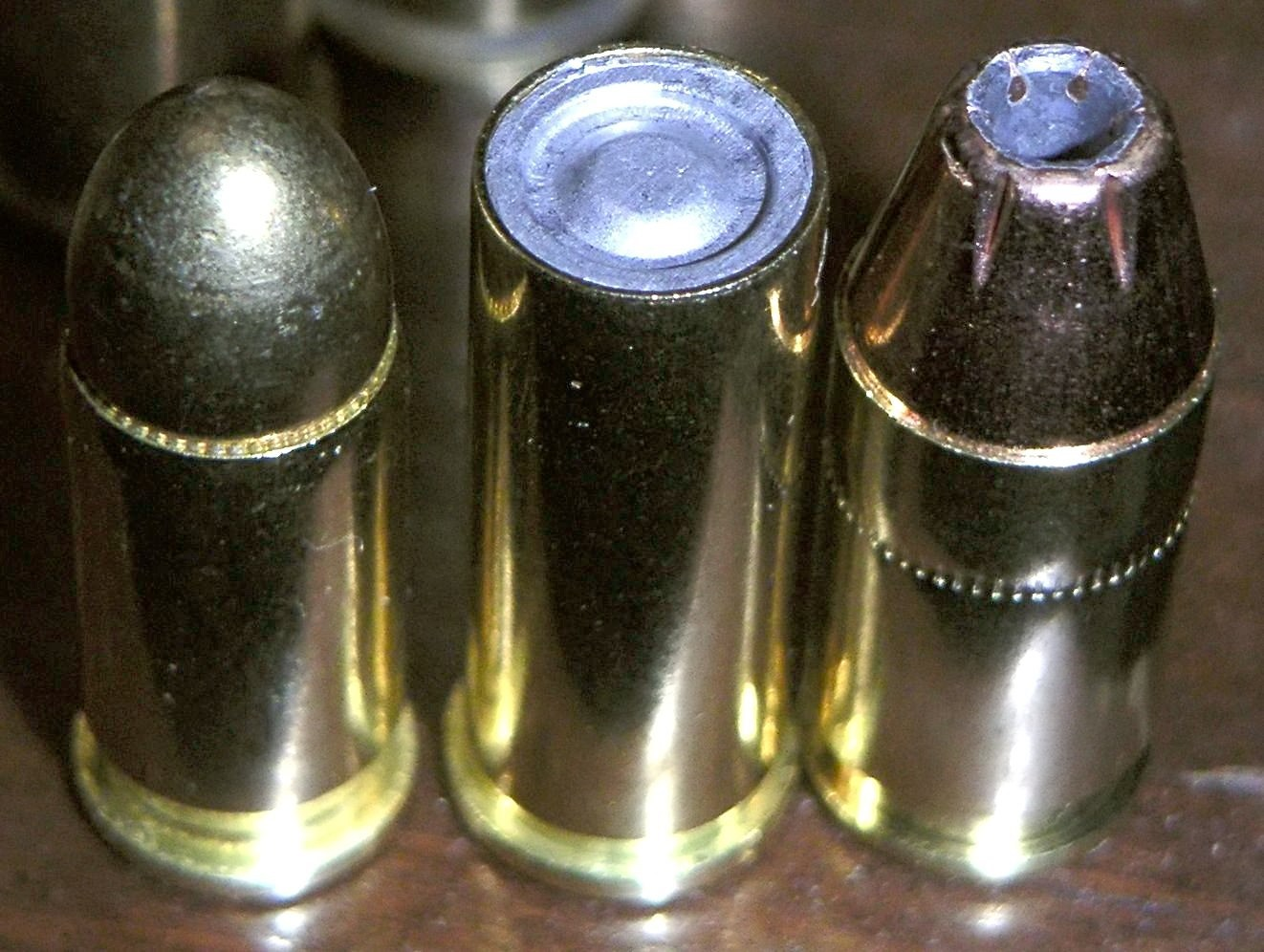
.32 ACP Munición encamisada en metal, .32 S&W Long cortatacos, .380 ACP encamisada de punta hueca usada en el asesinato de Schneider (I-D).

A las 8:05, al acercarse el auto de Schneider a Sebastián Elcano hacia Martín de Zamora, se les adelantó un Fiat 1500 que tenía un paño amarillento para identificarse. Ya en Martín de Zamora el auto de Schneider fue sobrepasado por otro vehículo. Estos dos vehículos preceden al de Schneider. Labarca persigue el Mercedes-Benz, lo mismo hace un Dodge Dart azul manejado por Eduardo Maffei Reyes en compañía de Dávila Basterrica. Se cruza al auto de Schneider. El chofer de este solo puede continuar viaje por el costado sur de Martín de Zamora precedido de los dos autos más el Dodge por el costado norte, más el Jeep Willys que le sigue, más otro Ford Falcon por el costado norte manejado por Rodolfo Bey Benzen además de otro no identificado y un Peugeot celeste manejado por Rafael Fernández Hurtado.
El automóvil oficial de Schneider fue bloqueado en la esquina de la avenida Américo Vespucio con Martín de Zamora por cuatro vehículos y un grupo rodeó el automóvil del general, destrozando con martillos los cristales traseros y la puerta lateral trasera. Los secuestradores, al percatarse de que Schneider tomaba su arma para repeler la acción, dispararon sobre él impactándolo con tres balas, y luego huyeron.

Del Taunus bajaron tres: Carlos Silva Donoso con un chaquetón para cubrir los distintivos militares del general y un rollo de tela adhesiva para vendarle los ojos, Juan Luis Bulnes Cerda con un combo de hierro en la mano para romper los vidrios del Mercedes y un revólver calibre 38, con balas tipo "Wadcutter" en la otra, y Diego Izquierdo Menéndez con similar adminículo.
Son balas hechas para maximizar en una corta distancia la cisura. Con cabezal de plomo ahuecado, al impactar se expanden de modo que, en vez de atravesar un órgano lo destroza, además de traumatizar el resto del cuerpo.
Viéndose asaltado, el sargento Mauna, lejos de bajarse a mirar los daños ocasionados por el Jeep, se inclina para retirar de la guantera su Colt. Fue entonces cuando Melgoza, a fin de intimidarlo, le dispara un balazo. Esa bala, de plomo recubierto de acero, pega en el anillo del general, le fractura el dedo a la altura del tercer metacarpo, le roza el brazo derecho y termina alojada en la hombrera de su chaqueta.
En esos años los autos no tenían respaldo de nuca, por lo que el choque por alcance dejó al general medio aturdido sobre el piso. Estaba apoyado en el respaldo del asiento delantero, de espaldas a Juan Luis e Izquierdo, cuando éstos empezaron a dispararle. Entre ambos, sin mediar provocación alguna, le aforraron uno, dos, tres, cuatro, cinco, seis, siete y ocho plomazos. Todos contra un servidor público que no tenía nada contra ellos. "Si se muere que Dios me perdone, era una causa justa", dijo uno de sus finos pistoleros.
Lo llevaron de inmediato al Hospital Militar, donde ha debido llegar sin vida. Si el gobierno demoró en dar el resultado de la elección ¿no iba a hacer otro tanto con el de esta conspiración?
 
Pablo Huneeus

El cabo-chófer, Leopoldo Mauna Morales, al ver desangrándose al comandante en jefe, lo llevó al Hospital Militar.

 El general Schneider, tendido en el asiento, con sangre en la frente y en la mano se quejaba. Observe que el general se encontraba casi inclinado hacia la izquierda, en diagonal y con una mano tomándose la región abdominal, quejándose fuertemente. En el trayecto hacia hacia el Hospital militar, el general trato de de tomarse al respaldo del asiento delantero y como tuvo dificultades lo vi que se recostó incluso encima del maletín...
El chofer de Schneider, cabo 1 Leopoldo Mauna Morales.

El 25 de octubre de 1970, sufrió un paro cardíaco debido su gravísimo estado, falleciendo a las 07:50.

#### La CIA informa a Estados Unidos
Producido el atentado la CIA informa a su central en Virginia, Estados Unidos:

"La estación ha dado instrucciones al Agregado de entregar US 50.000, si general Valenzuela solicita"
National Security Archive Cable 592 22 de octubre de 1970.

Todo lo que podemos decir es que atentado contra Schneider está dando a las fuerzas armadas una última oportunidad de impedir elección de Allende, si están dispuestos a atenerse a guion (escenario) de Valenzuela”.
National Security Archive Cable 598 22 de octubre de 1970.

Agradecería los comentarios de COS (jefe de la sede) sobre la conveniencia, considerando la situación operativa actual en Santiago, de volver a contactar con el general Valenzuela u otra figura militar involucrada, ya sea directamente
[CENSURADO]. El propósito sería doble: (A) para averiguar si la acción contra Schneider el 22 de octubre fue una acción de operación unilateral de Viaux o fue concertada con una institución militar y, en caso de ser ésta última, ¿la operación sigue siendo viable?; y (B) aprovechar el encuentro para recordar a los militares que todavía estamos interesados y disponibles. Por favor aconsejar
David A. Phillips 23 de octubre de 1970 

El 23 de octubre de 1970, un día después de que un grupo armado interceptara en Santiago al general René Schneider, y lo hiriera de muerte, el director de la CIA, Richard Helms, convocó a sus principales asesores para revisar las operaciones golpistas encubiertas que había planeado. 

“… se ha logrado un máximo esfuerzo”, y “se ha hecho un excelente trabajo guiando a los chilenos hasta un punto en que la solución militar es al menos una opción para ellos” ... “Se felicita al COS (jefe de Estación, por sus siglas en inglés) … y a la estación por lograr esto en circunstancias extremadamente difíciles y delicadas” 
Richard Helms

#### Frei nombra al otro conspirador en puesto clave
Al mismo tiempo el gobierno de Frei nombra como jefe de la Plaza militar de Santiago al general Camilo Valenzuela, el otro conspirador que había protagonizado el primer intento de secuestro.

"...con solo 24 horas de plazo para la elección del Congreso, existe en Chile un clima de golpe... el atentado contra el general Schneider ha provocado acontecimientos que siguen de cerca los planes de Valenzuela... por consiguiente, la posición de los complotadores se ha fortalecido” 
National Security Archive  Bitacora del Equipo Chile CIA

El presidente Eduardo Frei Montalva y su Ministro Sergio Ossa Pretot, colocan en posición aún más favorecida al otro de los complotadores. Algunos investigadores sugieren que eran parte del complot.

#### La CIA da informe posterior
Los analistas de la CIA del grupo de trabajo FUBELT predijeron que el golpe se llevaría a cabo próximamente, ya que los asesinos temían ser procesados después de que Allende asumiera el mando.  

La sede central habrá notado que la estación se ha abstenido de evaluar las consecuencias a largo plazo de los eventos de esta mañana. Esto es bastante deliberado. Los acontecimientos desde que Schneider fue atacado se prestan para muchas interpretaciones. [CENSURADO] siente que hasta el momento los militares parecen haber seguido el escenario que les fue señalado previamente por el general Valenzuela. En otras palabras, hasta ahora no ha sucedido nada que no pueda interpretarse como la ejecución de los pasos previamente planificados a raíz del "secuestro" del general Schneider. Estación no sabe si el asesinato fue premeditado o si constituyó un intento fallido de secuestro. En cualquier caso, es importante tener en cuenta que el movimiento contra Schneider fue concebido y ejecutado a instancias de altos oficiales de las Fuerzas Armadas. Sabemos que estuvo involucrado el general Valenzuela.
[CENSURADO] Tenemos razones para creer que el general Viaux y numerosos asociados estaban completamente informados, pero no podemos probar o refutar que la ejecución del atentado contra Schneider se confió a elementos vinculados con Viaux. Un factor importante a tener en cuenta es que las Fuerzas Armadas, y no los oficiales retirados o la extrema derecha, preparan a Schneider para su ejecución o secuestro. Si esto se supiera, el impacto sobre las Fuerzas Armadas sería tremendo. La Unidad Popular puede sospechar que este es el caso. Antes de intentar avanzar en el curso de los eventos, la estación desea esperar los eventos del 23 de octubre, que obviamente serán decisivos. La opinión predominante en la embajada parece ser que las Fuerzas Armadas cederán y que el general sucesor de Schneider, Carlos Prats, asegurará una transferencia ordenada del poder a Allende. Hasta el momento no hemos recibido ninguna indicación de que la Unidad Popular recurrirá a alguna acción precipitada que podría provocar que las Fuerzas Armadas tomen el control. En resumen, por tanto, creemos que es arriesgado hacer algún tipo de predicción en esta etapa.
Todo lo que podemos decir es que el atentado contra Schneider está brindando a las Fuerzas Armadas una última oportunidad para evitar la elección de Allende si están dispuestas a seguir el escenario de Valenzuela. [CENSURADO]
Jefe de la Estación CIA en Santiago, Henry Hecksher a cuartel central de la CIA en Langley

#### Cobertura posterior
Los integrantes del comando se desperdigaron por la zona central, algunos usando lugares tan conspicuos como el torreón de la Iglesia del Sagrado Corazón de Jesús, ocultado por su propio párroco Fernando Karadima.
La periodista María Olivia Mönckeberg indagó en su libro Karadima, el señor de los infiernos sobre la relación que el ex párroco del Bosque mantiene con la familia de su abogado eclesiástico, Juan Pablo Bulnes, los Bulnes Cerda, quien habría comentado que habría refugiado a Juan Luis Bulnes, condenado por la muerte del general René Schneider.

Jimmy Hamilton y Juan Carlos Cruz me manifestaron que Fernando Karadima una de las cosas que se vanagloriaba es haber refugiado y haber acogido a Juan Luis Bulnes- el hermano de su abogado eclesiástico- que es una de las personas que fue condenado por el asesinato del General René Schneider. Luego lo asiló en la Parroquia de El Bosque, algunos dicen que lo había tenido escondido en el torreón, y de esto son testigos muchos de los jóvenes que escuchaban estas historias, que Fernando Karadima contaba como hazañas.
María Olivia Mönckeberg, en su libro Karadima, el señor de los infiernos

Juan Luis Bulnes es hermano del abogado Juan Pablo Bulnes, actual defensor de Fernando Karadima y consejero suyo por años. "Lo metió en la iglesia, lo escondió en el torreón", asegura Hamilton sobre este activista de derecha que fue condenado a 10 años de cárcel y después indultado por Pinochet... "No es ningún rumor. Schneider fue asesinado por un grupo vinculado a Patria y Libertad en el cual participó Juan Luis Bulnes (…) Juan Luis se arrancó y se ocultó en la iglesia El Bosque y lo protegió Fernando Karadima. Y después el cura se encargó de sacarlo al extranjero y lo ocultó en Paraguay. Tanto es así que Fernando Karadima lo iba a ver a Paraguay (…) Me lo contó él (Fernando Karadima) personalmente".
James Hamilton a María Olivia Monckeberg.

## Asume Allende
El 3 de noviembre de 1970 el presidente de la República Eduardo Frei entregó la banda y la insignia presidenciales al nuevo Mandatario, Salvador Allende, mientras el Fiscal Militar, señor Lyon, había encargado reos a los siguientes detenidos en el proceso por homicidio del general Schneider:
Como coautores del homicidio, al general (R) Roberto Viaux Marambio y a su suegro el coronel (R) Raúl Igualt Ramírez;
Como cómplices, a Gustavo Valenzuela Salas, abogado; Jorge Melgoza Garay; Roberto Luis Vinet Llamazares, agricultor; Humberto Contreras Inostroza, rentista; Juan Antonio Bouchón Sepúlveda, ingeniero agrónomo; Adolfo Ballas Ostergaard, piloto civil; León Cosmelli Pereira, estudiante universitario; Raúl Igualt Ossa, cuñado del general Viaux; Juan Enrique Prieto Urzúa, estudiante universitario; Carlos Aravena Toro, comerciante; y Luis Adolfo Gallardo Gallardo, comerciante.
Aparte de las personas encargadas reos en este último proceso, corrieron posteriormente análoga suerte los comerciantes Sergio Topelberg Volosky, Luis Ravest Toro y Nicolás Ignacio Díaz Pacheco; Jorge Medina Arriaza y Juan Diego Dávila Basterrica; el ingeniero Julio Fontecilla Rojas, cuñado del general (r) Roberto Viaux; el funcionario de Endesa Rafael Fernández Stuardo; el estudiante Julio Izquierdo Menéndez, cuya extradición fue solicitada por encontrarse ausente en España; el exdetective Wolfang Melgoza Garay; Fernando Japur Huerta, Carlos Silva Donoso, Carlos Ernesto Labarca Metzger, Luis Armando Hurtado Arnet, Julio Requena Lever, Arturo Escudero Troncoso y Mario Montes Tagle; y Colia Alejandrina Pezoa Barrios y Berta Piña Trujillo.
Se despacharon órdenes de detención contra las siguientes personas que, inmediatamente después de producido el atentado contra el general Schneider huyeron del país: Juan Luis Bulnes Cerda, estudiante, hijo del exministro de Defensa Manuel Bulnes Sanfuentes; Guillermo Carey Tagle, abogado; Andrés Godfrey Widow, excadete naval; Allan Leslie Cooper; Jorge Hugo de Solminihac Andrade, abogado, Diego Izquierdo Menéndez, estudiante; Jorge Arce Brahm, contador, y Enrique Arancibia Clavel, estudiante, hijo del marino en retiro del mismo apellido que había sido detenido por considerársele proveedor de explosivos empleados en atentados terroristas, pero que luego fue puesto en libertad incondicional.
Aparte de todos los encargados reos que ya hemos mencionado, corrieron la misma suerte dos oficiales del Regimiento Húsares, de guarnición en Angol, el capitán Guillermo Jara Llamazares y el teniente Sergio Carrera, quienes, además, fueron eliminados del Ejército.
Obviamente el proceso por actos de terrorismo, que instruía el ministro en Visita don Abraham Meerhson, fue involucrado en el seguido por el Fiscal Militar don Fernando Lyon Salcedo por infracciones a la Ley de Seguridad del Estado, estimándose que dichos atentados formaron parte del plan sedicioso que culminó con el homicidio del general Schneider.
El 11 de noviembre la Policía de Investigaciones publicó las fotografías de los 9 prófugos hasta ese momento. En el listado, publicado por el diario El Siglo, aparecían implicados el notario Jorge de Solminihac; el hijo de un senador de la derecha conservadora, Juan Luis Bulnes; el ex-cadete naval y subdirector del periódico derechista Tizona, Andrés Godfrey Widow; el contador Jorge Arce Brahm; y los descendientes del principal responsable del genocidio de los selknam en la Patagonia, Julio Izquierdo Menéndez y Diego Izquierdo Menéndez.

## Proceso judicial y nexos con la CIA
La justicia militar concluyó como autores materiales de los disparos a Julio Bouchón y José Melgoza Garay, además que el asesinato de Schneider estaba planeado por dos grupos militares, uno conducido por Roberto Viaux y el otro por el general Camilo Valenzuela. Viaux y Valenzuela fueron condenados por su eventual conspiración para causar un golpe de Estado, y Viaux también fue condenado por el secuestro.
La CIA, bajo el nombre de "track two", financió a estos grupos en su intento de evitar la llegada de Allende a la presidencia mediante un golpe de Estado. Luego de revisar los planes de Viaux, la CIA determinó que no tendría éxito, y que no lo apoyarían por ser muy prematuro el forzar un golpe de Estado. De igual manera, Viaux realizó el intento de secuestro "actuando de manera independiente de la CIA en ese momento".

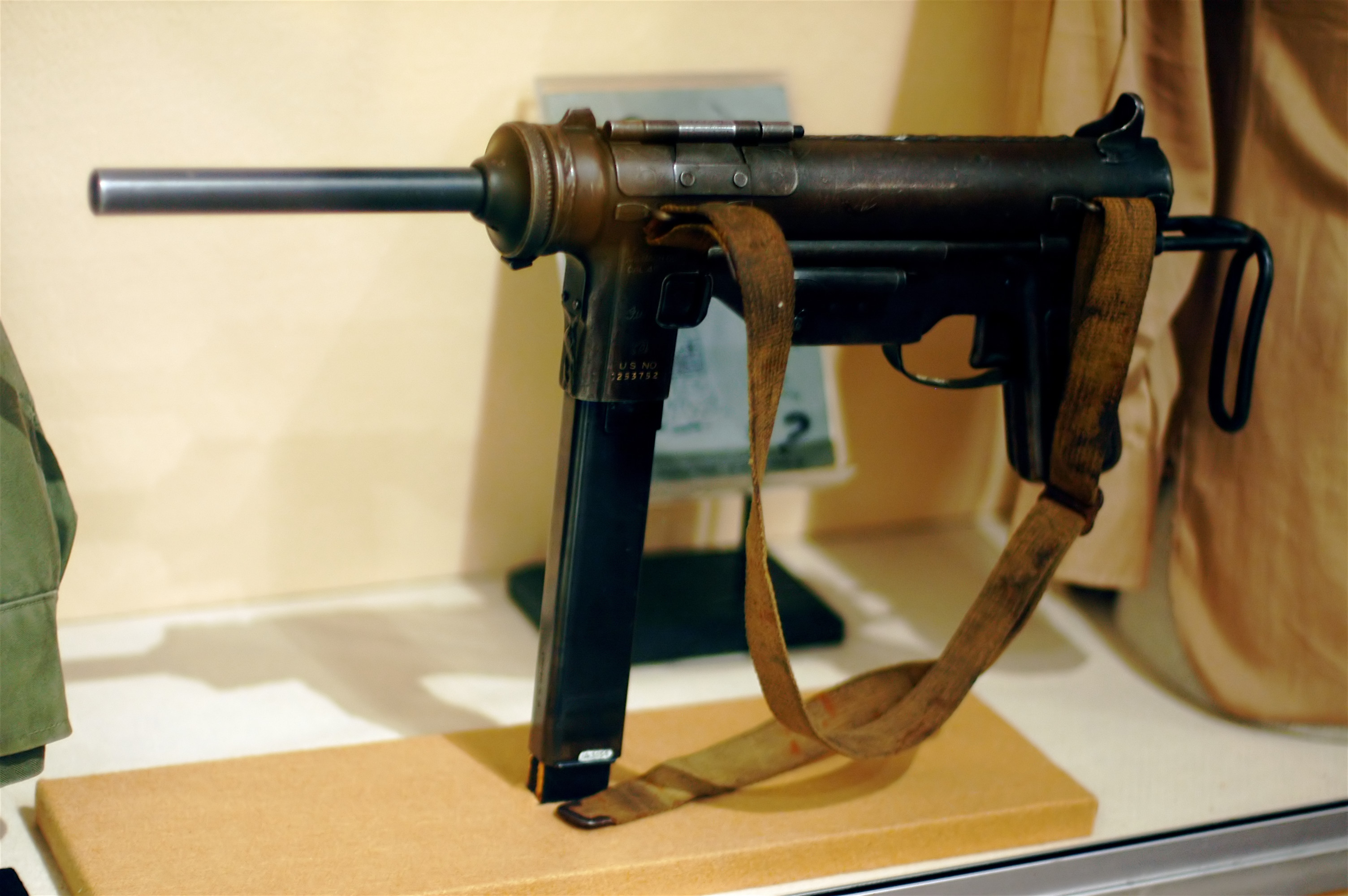
Un subfusil M3 como los entregados por la Embajada de Estados Unidos a los asesinos de Schneider.

El grupo golpista liderado por el general Camilo Valenzuela era "un grupo bien conocido por la CIA y evaluado como capaz de llevar a cabo con éxito un golpe". Fue armado con tres subametralladoras, municiones y 8 a 10 granadas de gas lacrimógeno. Estas armas no fueron utilizadas y fueron devueltas a la CIA. Un miembro de la Embajada de Estados Unidos viajó a Viña del Mar para deshacerse mar afuera de este "paquete".

"un miembro del grupo de Viaux que había evitado ser detenido se recontactó con la Agencia y pidió asistencia económica para el grupo. Aunque la Agencia no tenía obligación alguna con este grupo porque había actuado por su cuenta, en un esfuerzo por mantener en secreto el contacto previo con este grupo, y por razones humanitarias, se le entregó 35.000 dólares."
Informe Hinchey, noviembre de 1970.

Los hijos del general, René y Raúl Schneider Arce, presentaron una querella en una corte federal en Washington el 10 de septiembre de 2001. En ella fueron acusados por el apoyo otorgado al secuestro y asesinato de Schneider: Henry Kissinger, el exdirector de la CIA, Richard Helms, el agregado militar norteamericano en Chile en 1970, Paul Wimert, y otros elementos de la Casa Blanca.
La defensa de Kissinger argumentó que su responsabilidad es política y no legal. La Corte Suprema de Estados Unidos aceptó esa postura en un fallo de abril de 2006.
A raíz del asesinato, la CIA hizo todo lo posible para encubrir la evidencia de su participación en la trama organizada con el general Valenzuela y para comprar el silencio del general Viaux y sus cómplices. El coronel Wimert recuperó las armas que le habían enviado —se desecharon en el océano— y los US$50.000 que se le habían entregado a Valenzuela.

### Henry Kissinger

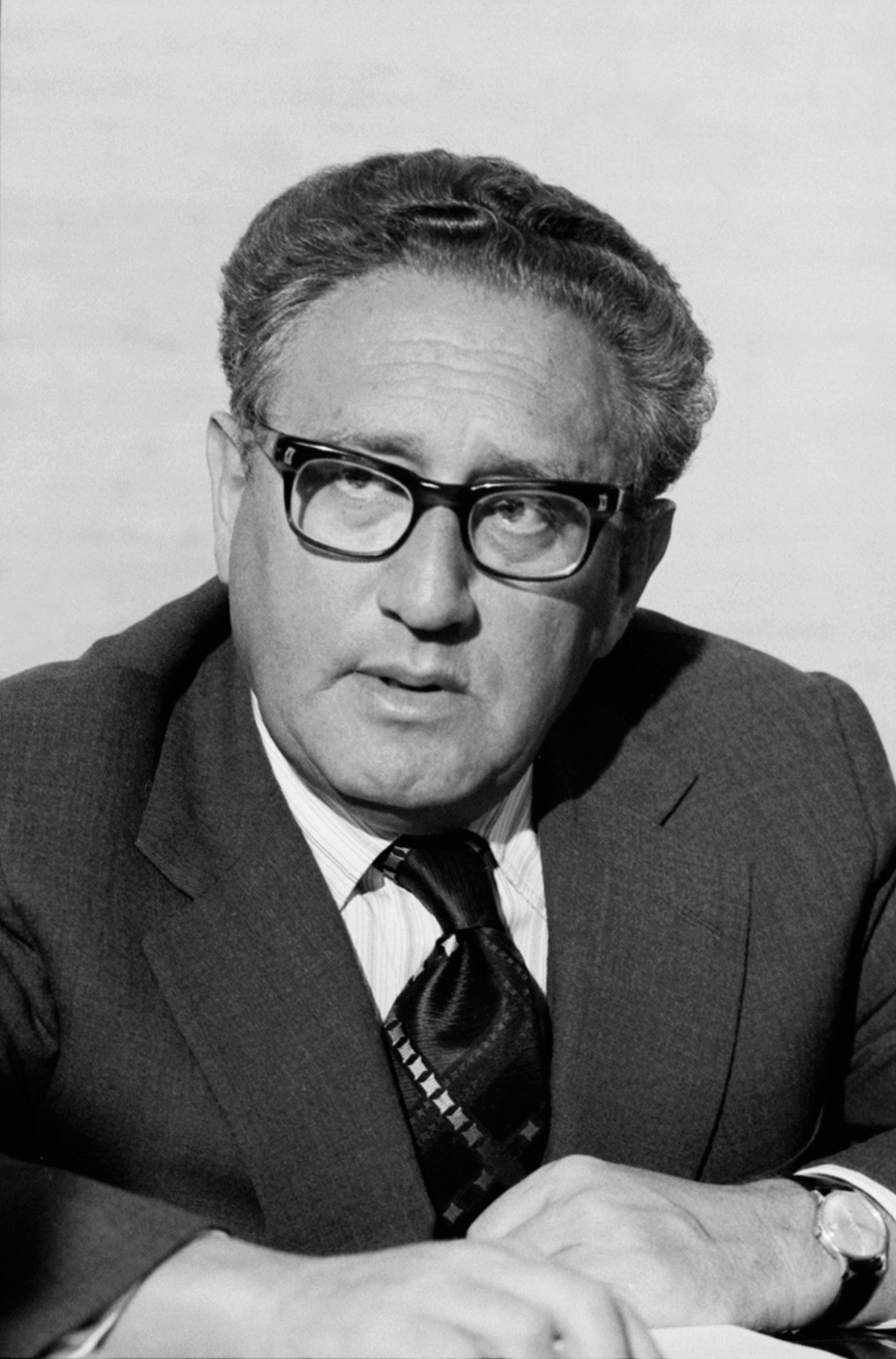
"Esto no luce bien. Lo desactivé. Nada sería peor que un golpe abortivo." Henry Kissinger refiriéndose al intento de golpe militar de Viaux

En Estados Unidos, se le cuestiona o acusa de complicidad por su rol en matanzas, crímenes y golpes de Estado desde Asia a Sud América. Sin embargo, hay un solo crimen en que las huellas de Kissinger han quedado estampadas sin lugar a dudas: el asesinato del Comandante en Jefe del Ejército chileno, general René Schneider.
Críticos de la política intervencionista norteamericana en Chile, incluyendo al periodista Christopher Hitchens, acusaron al Asesor de Seguridad Nacional de los Estados Unidos Henry Kissinger de conspirar con Viaux en el asesinato del general Schneider. Además del rol de Kissinger en el Golpe, los documentos desclasificados de Estados Unidos mostraron que la CIA había explorado la posibilidad de un golpe de Viaux, se dieron cuenta de que no era viable y no lo apoyaron pero mantuvieron contacto con él suministrando armas limpias, es decir con los números de serie borrados las que fueron botadas al mar por un diplomático norteamericano en Viña del Mar después del atentado,
Durante su detención en la Cárcel Pública de Santiago, Viaux declaró:

"En todo caso de lo que he hecho, asumo mi plena responsabilidad. Mi delito: no aceptar que mi Chile pase a ser dependencia extranjera y que mi pueblo se transforme en esclavo... del comunismo internacional".

El 16 de junio de 1972, el juicio a Roberto Viaux Marambio determinó: veinte años de presidio mayor en su grado máximo por el secuestro con resultado de muerte de Schneider y cinco años de extrañamiento por infringir la Ley de Seguridad del Estado. El 4 de septiembre de 1973, Viaux parte a Paraguay a cumplir su condena de extrañamiento.
Los hijos del general, René y Raúl Schneider Arce, presentaron una querella en una corte federal en Washington el 10 de septiembre de 2001. En ella fueron acusados por el apoyo otorgado al secuestro y asesinato de Schneider: Henry Kissinger, el exdirector de la CIA, Richard Helms, el agregado militar norteamericano en Chile en 1970, Paul Wimert, y
otros elementos de la Casa Blanca. La defensa de Kissinger, argumentó que su responsabilidad es política y no legal. La Corte Suprema de Estados Unidos aceptó esa postura en un fallo de abril de 2006.
En 2002, el ex secretario de Estado norteamericano Henry Kissinger ha sido requerido por tribunales en Francia, Argentina y Chile para declarar como testigo en casos de violaciones a los derechos humanos en el Cono Sur, además de una querella criminal en Chile por la Operación Cóndor. En Estados Unidos, se le cuestiona o acusa de complicidad por su rol en matanzas, crímenes y golpes de Estado desde Asia a Sudamérica. Sin embargo, hay un solo crimen en que las huellas de Kissinger han quedado estampadas sin lugar a dudas: el asesinato de René Schneider.
El diario The Washington Post publicó en julio de 2010 la transcripción de una conversación en la que el presidente Richard Nixon y su entonces Consejero para la Seguridad Nacional, Henry Kissinger, bromean sobre un asesinato cometido por la CIA que no puede ser otro que el de Schneider. Paralelamente, ArchivoChile, una ONG, publicó extractos de un libro confidencial de la Central de Inteligencia norteamericana que responsabiliza al entorno de Nixon por el asesinato de Schneider. Este libro, que no es nada más ni nada menos que la biografía oficial del entonces director de la CIA Richard Helms redactada por Robert Hattaway sobre la base de entrevistas realizadas con él, que llegó a manos del conocido y respetado periodista John Dinges en el marco de la investigación que estaba haciendo sobre el asesinato de Schneider.

"dos grupos chilenos, ambos con vínculos a la CIA, llevaron a cabo tres intentos de asesinar al general Schneider y en el tercer intento lo acribillaron. Padeció por tres días (no tres semanas) antes de morir en el 25 de octubre de 1970."
John Dinges

## Películas sobre el tema
Operación Alfa fue un filme estrenado en la Navidad de 1972, dirigida por el argentino Enrique Urteaga y que trataba con una clara y frontal tesis a cuestas lo que habría ocurrido detrás del atentado al general René Schneider el 22 de octubre de 1970. Fue presentado en el Festival de Cannes de ese año.

## Nexos con el caso Karadima
En relación con la investigación por el asesinato de Eduardo Frei Montalva, han salido otros antecedentes acerca del asesinato de Schneider. En octubre de 1970, el coronel Patricio Silva Garín entregó información vital al comando de ultraderecha que preparaba el atentado, para favorecer que los sectores golpistas de esa rama castrense dieran a causa de ello un golpe de Estado, que impidiera que Salvador Allende asumiera el gobierno tras vencer en la elección por estrecho margen al candidato de la derecha, Jorge Alessandri. Para ello Silva sostuvo reuniones con quien aparecía como cabecilla de ese grupo, Juan Diego Dávila Basterrica, a quien le informó, por ejemplo, que el Partido Demócrata Cristiano y Frei Montalva habían resuelto apoyar a Allende en la votación del Congreso para que asumiera la jefatura del Estado, respetando que había obtenido la primera mayoría. Patricio Silva fue encausado por el asesinato de Eduardo Frei Montalva el 12 de diciembre de 2009.
La periodista María Olivia Mönckeberg indagó en su libro Karadima, el señor de los infiernos sobre la estrecha relación que el párroco Fernando Karadima mantiene con la familia de su abogado eclesiástico, Juan Pablo Bulnes, los Bulnes Cerda, y que se vanagloriaba de haber refugiado a Juan Luis Bulnes, condenado por la muerte del general René Schneider.

## A 40 años
Al cumplirse 40 años de su asesinato, se efectuaron distinta actividades en su recuerdo.
En los medios apareció una carta enviada por un familiar suyo.

Señor director:

A 40 años del asesinato de mi abuelo, comandante en jefe del Ejército general René Schneider Chereau, a manos de militantes de extrema derecha ayudados por militares, recuerdo a quienes participaron de este crimen. Mi familia se mantuvo al margen de los medios y acató el fallo de la justicia, que dejó en la impunidad el crimen, aun cuando estos cobardes nunca pagaron su condena por la muerte de mi abuelo. Algunos escaparon y otros fueron amnistiados con la reducción de sus penas. 

Hemos estado callados, pero no vamos a olvidar nunca que nos quitaron un esposo, padre y abuelo, un héroe que murió por defender nuestra Constitución y el orden público. Lo que no pudieron matar fue el ejemplo que dejó en la familia y la institución, jurando como soldado servir a la patria con la vida si fuese necesario.

Víctor Schneider Guzmán 

## Entrevista a Víctor Schneider en televisión
Tras 41 años de silencio los medios entrevistaron a Víctor Schneider (coronel retirado). En ella resaltó los valores de su padre y su proyección en la sociedad actual. Describe como su padre se hizo cargo de un ejército postergado además del momento político en que el país estaba. Relata que el Tacnazo fue una mera indisciplina

## Comisión Nacional de Verdad y Reconciliación
"... un episodio como la conspiración llamada Complot Schneider, en 1970, viene a demostrar que un porcentaje apreciable de la derecha y de sus bases favorecía una solución violenta... al menos en los momentos finales de la crisis 70-73. Lo mismo, en escala más reducida, puede decirse de sectores centristas"
Comisión Nacional de Verdad y Reconciliación.Tomo 1, página 36

Dicha Comisión excluye el rol de Estados Unidos y particularmente de sus organismos de Inteligencia (CIA y Oficina de Inteligencia Naval)en el crimen. El mismo que está plenamente confirmado por las Comisiones de Investigación del Senado de Estados Unidos (Comité Church) y del Congreso de Estados Unidos (Comité Hinchey).Todo esto además a disposición del público en general mediante los archivos desclasificados de la CIA y del Gobierno estadounidense del National Security Archive.

## Actualidad
Diego Izquierdo Menéndez fue la novedad en la versión del Rally Dakar 2011.Los medios y algunos concursantes lo elevaron a la categoría de ídolo por ser el piloto más longevo de todos. Tanto así, que lo bautizaron como el “viejito pascuero” de la competencia.

“Me gritan Papá Noé, Papá Noé, hasta me piden regalos”, 
Diego Izquierdo a la prensa.

Pero la ternura que despierta en los niños el personaje más famoso de la Navidad, está muy lejos del oscuro pasado de este novato piloto de 65 años, que vivió clandestino durante 6 en Argentina luego de que se fugara por su responsabilidad como uno de los autores del violento crimen del general René Schneider hace poco más de 40 años. En 1976, con el general Pinochet a la cabeza de la Junta Militar y con la seguridad de no tener que responder por sus actos, Izquierdo regresó al país y dos años más tarde, sin pasar un día en la cárcel por este hecho, fue favorecido con la Ley de Amnistía de 1978 (Decreto Ley 2.191).
En relación con la muerte del matrimonio Luchsinger, en el conflicto mapuche apareció uno de los imputados en el caso Schneider, Alan Cooper, solicitando venganza en una entrevista dada a El Mercurio el 5 de enero de 2013.

"Ya se va a ver, porque han sido 're'valientes' hasta ahora matando gente así como lo hicieron ahora. A mi prima Vivian la quemaron viva y uno de aquí para adelante qué piensa. Si llegan a mi casa, yo les voy a disparar a todo dar .No siento temor. Los voy a balear a todos si es que llegan acá. No les tengo ningún miedo. Este no es problema de los mapuches, estos son unos delincuentes, algunos son mapuches, hasta andan con extranjeros. Nosotros queremos agarrar a los tipos que están haciendo este tipo de cosas. Son una minoría entre el pueblo mapuche". 
Alan Cooper . Entrevista a El Mercurio

En 2013, a 40 años del asesinato del general René Schneider, su hijo, el coronel de Ejército en retiro Víctor Schneider Arce, publicó General Schneider. Un hombre de honor. Un crimen Impune, un libro testimonial y biográfico sobre su padre.

“Quisiera que la historia del general René Schneider Chereau impactara el alma nacional para que, después de tantos años de olvido, podamos, como chilenos, integrarlo en nuestra memoria colectiva y ubicarlo en el sitial que merece junto a nuestros héroes, en reconocimiento a su obra.“También quisiera que llegara a aquellas personas que aún viven con sus conciencias intranquilas, ya que no tuvo la justicia que correspondía. No solamente para recordarles que dejaron a una mujer sin marido y a cuatro hijos sin padre, sino que también causaron un grave daño moral a la institución del Ejército”. 
Víctor Schneider Arce en el prólogo de su libro

### Relación con el Partido Republicano de Chile
Entre los donantes de la campaña del partido de José Antonio Kast al Consejo Constitucional se encuentra León Cosmelli Pereira, quien fue condenado por su implicación en el asesinato del general René Schneider en 1970 . Cosmelli es uno de los mecenas de la colectividad, según consta en el informe oficial del Servel. Además, entre los “financista” de la colectividad de ultraderecha también figuran miembros de la influyente familia Von Appen, con raíces nazis y en la industria naviera, así como María Victoria Hurtado Vicuña, esposa del expresidente de Renovación Nacional, Carlos Larraín.

### Relación con la Democracia Cristiana
Algunos de los conspiradores tuvieron un nutrido vínculo con este partido, como los militares ( Camilo Valenzuela, Sergio Arellano Stark , los médicos Patricio Rojas y Patricio Silva y otros.
Guillermo Carey Tagle se desempeñó bajo el gobierno de Frei Montalva como director y fiscal de la planta de celulosa en Arauco, en donde compartió e hizo amistad con el gerente de filiales, Renato Zaldívar, y su hermano, el ministro de Hacienda, Andrés Zaldívar.Florencia Varas, corresponsal de The Washington Post,  escribió para el periódico norteamericano en 1970  que quienes atentaron contra Schneider tenían vínculos con la DC. A fines de la dictadura, Carey Tagle compró Lan Chile al ser privatizada. Un año bajo su gestión dejaron a la compañía aérea que tenía utilidades con pérdidas de 1 millón 92 mil dólares.